# Charlotte Hagen Striib
Charlotte Hagen Striib, (født i 1962), er en dansk journalist, der bor i Emdrup i København. Har to børn.
Er vært på P4 København, DRs regionalradio i hovedstadsområdet, på kanalens morgenflade, der blev relanceret i april 2007. Var ansat på dagbladet Politiken fra 2004-2007.
Charlotte Striib har også tidligere været ansat i DR Danmarks Radio, bl.a. som oplæser på Radioavisen, politisk reporter på Christiansborg, journalist på Søndagsmagasinet og på TV-Avisen. Har været live-reporter på flere danske valgudsendelser, royale begivenheder m.m.
Hun har yderligere været vært på TV 2s regionalstation i København TV 2/Lorry.

## Udvalgte artikler skrevet for Politiken
- "Det sværeste har været at holde modet oppe" – interview med Anders Munk Jensen (april 2006)
- "Anjas direktør er elektriker" – interview med Henrik Dudek (marts 2006)
- "På fødselssafari" – interview med Hanne Ravn (januar 2006)
- "Den evige toer" – interview med Jørn Richter (januar 2006)
- "Når mænd går i stykker – Thomas kæmper stadig" – Om fraskilte mænd i gruppeterapi (sept. 2005)
- "Manden bag sudoku" – interview med Ole Hornbæk-Svendsen (sept. 2005)
- "Et varigt minde" – interview med skulptør Katrine Schrøder Moseholm og Hans Skov Christensen (juli 2005)
- "Fart, luksus og lir" – Et Formel 1 grand prix i Istanbul, Tyrkiet (august 2005)
- "Redebyggeren" – interview med Søren Ryge Petersen (juli 2005)
- "Danske Sigrid er kult på Island" – interview med musikeren Sigrídur Níelsdóttir (juli 2005)
- "Millionøsen fra Horsens" – interview med Susanne Thorpe der vandt udgivelsesrettighederne til Dan Browns krimi "Da Vinci Mysteriet" (juni 2005)
- "Direktør i et loppecirkus" – interview med Bengt Sundstrøm, direktør for auktionshuset Lauritz.com (maj 2005)
- "De bor og arbejder på en isbryder" – interview med Lars Jeppesen, restauratør på isbryderen Elbjørn i Aalborg (marts 2005)
- "Finn flyver på arbejde – Pendlerparty i Papegøjehaven" – Om flypendlere og pendlerklubber. (januar 2005)
- "Man skal ikke være sart" – Danmarks eneste undervandsrugby-hold for kvinder (januar 2005)
- "Man vænner sig til det" – Om livet som sildefisker i Skagen og på Nordsøen (december 2004)
- "Advokaten fik mel på jakken" – interview med Kim Reinhardt, direktør og bager i italiensk brødbageri på Amager i København (december 2004)
- "Daglejerne venter i morgenmørket" – Arbejdsformidling i lyntempo på Vesterbro i København (sept. 2004)
- "Hvad skoven gemte" – om geocaching, skattejagt ved hjælp af GPS (sept. 2004)
- "Kollektiv! Aldrig i livet" – interview med Ulrik Krapper og Lene Toft om bofællesskaber (august 2004)

## Links
Charlotte Striibs blog på Danmarks Radio Arkiveret 4. maj 2007 hos  Wayback Machine